# Zamárdi
Zamárdi är en ort i Ungern.   Den ligger i provinsen Somogy, i den västra delen av landet, 110 km sydväst om huvudstaden Budapest. Zamárdi ligger 105 meter över havet och antalet invånare är 2 211. Den ligger vid sjöarna  Keszthelyi-öböl Fűzfői-öböl och Balaton.
Terrängen runt Zamárdi är platt. Runt Zamárdi är det ganska tätbefolkat, med 248 invånare per kvadratkilometer. Närmaste större samhälle är Siófok, 8,2 km öster om Zamárdi. Trakten runt Zamárdi består till största delen av jordbruksmark.